# Короед-типограф
Корое́д-типо́граф или большой еловый короед (лат. Ips typographus) — небольшой жук подсемейства короедов. Широко распространён в хвойных, преимущественно еловых лесах Евразии. Относится к числу особо опасных вредителей леса, очень быстро распространяется, поражая значительные территории лесов и насаждений, вызывая массовую гибель деревьев.

## Описание
Имеет цилиндрическое чёрно-коричневое, длиной 4,2—5,5 мм тело, опушённое волосками. Питается лубом и внешней частью заболони хвойных деревьев, прогрызая ходы под корой.

## Ареал
Вся территория Европы за исключением степной зоны, Сибирь, Дальний Восток (включая Камчатку, Сахалин, Южные Курилы), Закавказье, Казахстан, Северная Африка, Турция, Монголия, Северный Китай, Корея. Вид завезён в Северную Америку.

## Местообитание
В пределах обширного ареала обитает в разнообразных условиях и стациях, где произрастают деревья кормовых пород. Встречается в равнинных и горных лесах, около речных и нагорных насаждений. В лесной зоне средней полосы вид обитает практически повсеместно на территории всего ареала основной кормовой породы — ели, в меньшей степени кедров, лиственницы и иных хвойных.
Предпочитает селиться в еловых насаждениях, произрастающих на суглинистых и супесчаных лесных почвах. Также селится в более влажных типах ельников. Заселяет свежий бурелом, ветровал, свежие неокорённые брёвна на складах лесоматериалов, порубочные остатки на лесосеках, брошенные брёвна, а также больные и ослабленные деревья.

## Жизненный цикл
Лёт жуков начинается с наступлением весны, при этом конкретные сроки определяются температурой воздуха. Началу лёта предшествует отсутствие осадков, температура воздуха в день начала лёта должна подняться до +18°С и более, а подстилки, где зимуют жуки, — до +8°С и выше.
Выбор дерева осуществляет самец, который находит ослабленное или свежесрубленное дерево, прогрызает в коре ход и привлекает самку специальным веществом — феромоном. Привлечённые феромоном самки попадают через входной канал в брачную камеру, где после оплодотворения каждая самка начинает прогрызать свой ход, по бокам которого откладывают яйца.
Вылупляющиеся из яиц личинки в процессе питания прогрызают свои личиночные ходы перпендикулярно маточному ходу. Этот характерный рисунок отпечатывается на внутренней части коры и внешнем слое древесины дерева. Каждый из этих ходов, если личинка преждевременно не погибает, заканчивается куколочной колыбелькой, где личинка окукливается, а затем превращается в молодого жука. В зависимости от погодных условий развитие личинок продолжается от 18 до 27 дней, куколок — 6…14 дней. Жуки, выходящие из куколок, прогрызают кору и вылетают наружу.
При определённых условиях (тёплая и сухая погода, наличие кормовых деревьев) короед-типограф может резко увеличивать свою численность, приводя к гибели лесных насаждений на значительных площадях. Причиной гиперинвазии этих жуков становится снижение выработки смолы, заживляющей повреждения коры, во время засухи. На территории Европейской России в периоды: 1875—1876 гг., 1882—1883 гг., 1890—1893 гг., 1921 г., 1938—1944 гг., 1963—1971 гг. усыхание ельников каждый раз сопровождалось массовым размножением короеда-типографа. Продолжительность вспышек массового размножения короеда чаще всего составляет 4-5 лет, но при повторных засухах эти вспышки могут быть затяжными и продолжаться до 9 и даже 12 лет. Широкий резонанс вызвала вспышка короеда-типографа 2011—2014 годов в Центральной России (в частности, в Московской области), явившаяся следствием аномальной жары 2010 года и неэффективного лесного законодательства. В итоге Московская область столкнулась с невиданными ранее объёмами санитарных рубок. В конце 2018 года председатель Комитета лесного хозяйства И. В. Советников заявил, что Московская область победила короеда типографа.

## Меры борьбы
Поскольку короед-типограф наносит значительный ущерб лесному и лесопарковому хозяйству, для снижения его численности применяются традиционные мероприятия:
- Своевременная уборка из леса больных деревьев, например обожженных или наголо объеденных, раньше, чем на них поселятся и размножатся короеды.
- Выборка свежезаселённых короедами деревьев и ошкуривание их, то есть снятие с них коры раньше вылета жуков; тонкие деревья при этом сжигаются.
- Раскладывание и своевременное ошкуривание приманочных, ловчих деревьев; с осени или зимой срубают несколько здоровых деревьев и, очистив их от ветвей, оставляют лежать в лесу до весны; тогда на них нападают короеды и кладут под кору их свои яйца; когда из всех яиц вылупятся личинки, кору счищают и все выводки короедов погибают; если имеют дело с теми видами короедов, которые размножаются дважды в лето, то в начале лета выкладывают вторую партию ловчих деревьев и ошкуривают их в конце лета.

Для ликвидации последствий в погибших и повреждённых насаждениях проводятся сплошные и санитарные рубки с последующим лесовосстановлением.